# 15 Korpus Zmechanizowany (ZSRR)
15 Korpus Zmechanizowany (ros. 15-й механизированный корпус) – wyższy związek taktyczny wojsk zmechanizowanych Armii Czerwonej okresu II wojny światowej.

## Formowanie
Formowanie Korpusu rozpoczęto w marcu 1941 roku w Kijowskim Specjalnym Okręgu Wojskowym. Sztab Korpusu rozlokowany był w Brodach na Ukrainie.

### Skład
- 10 Dywizja Pancerna,
- 37 Dywizja Pancerna,
- 212 Dywizja Zmotoryzowana,
- 25 pułk motocyklowy,
- oddziały korpuśne:
  - 544 samodzielny batalion łączności,
  - 65 samodzielny zmotoryzowany batalion inżynieryjny,
  - 115 korpuśna eskadra lotnicza.

### Wyposażenie
22 czerwca 1941 15 Korpus zmechanizowany liczył 33 935 żołnierzy (93% stanu etatowego) oraz miał na stanie:
- 733 czołgi, w tym:
  - 69 T-34,
  - 64 KW-1,
  - 418 BT-7
  - 121 T-26,
  - 44 T-28,
  - 17 T-40,
- 152 samochody pancerne, w tym:
  - 106 BA-10,
  - 51 BA-20,
- 2073 samochody,
- 165 ciągników,
- 131 motocykli.

W dniu 07.07.1941 korpus miał 66 czołgi, a 01.08.1941 zostało tylko 15.

### Dowódcy
- generał major Ignacy Karpezo

### Działania
W chwili ataku Niemiec korpus znajdował się w składzie 6 Armii Frontu Południowo – zachodniego. W czerwcu 1941 roku korpus walczył w rejonie Dubna z 1 Grupą Pancerną (Bitwa w rejonie Dubno – Łuck – Brody). Z powodu wielu sprzecznych rozkazów korpus spędził całą bitwę poruszając się chaotycznie w trójkącie Radziechów–Brody–Łuck. Oprócz dwóch starć stoczonych przez 10 Dywizję Pancerną jego jednostki nie uczestniczyły w walkach. 7 lipca 1941 roku korpus raportował, że znajduje się w Berezowce (300 km od granicy) z dziewięcioma procentami swoich czołgów